# なあなあ
「なあなあ」は、1999年7月7日に発売されたSURFACEの5枚目のシングル。

## 概要
- SURFACE最後の8cmシングル。
- NHKテレビ『ポップジャム』エンディング・テーマ。

## 収録曲
1. なあなあ（2:51）
作詞:椎名慶治、作曲:椎名慶治・永谷喬夫、編曲:SURFACE
2. バランス -transit mix-（3:43）
作詞:椎名慶治、作曲:椎名慶治・永谷喬夫、Remix:SURFACE
3. なあなあ （original karaoke）
4. バランス -transit mix- （original karaoke）